# 魔神英雄伝ワタルシリーズの登場人物
魔神英雄伝ワタルシリーズの登場人物（マシンえいゆうでんワタルシリーズのとうじょうじんぶつ）では、サンライズ制作による『魔神英雄伝ワタル』シリーズの登場人物について解説する。
基本的にはTVシリーズを中心に記載する。『超』も世界観が異なるために一部のみ表記する。

## 主要人物
戦部 ワタル（いくさべワタル）
声 - 田中真弓（全シリーズタイトルコール及び次回予告ナレーションも兼任）
本編の主人公。伝説の救世主「ワタル」の生まれ変わり。龍神小学校4年生。9歳（初登場時）。昭和53年5月5日生まれ。身長131cm、体重27.0kg。牡牛座のB型。父タケオ、母アキコの三人家族。趣味はテレビゲーム、特撮番組の観賞、野球、サッカー。嫌いなものは嘘等曲がった事と弱いものいじめ、勉強、塾、こんにゃく、にんじん、ネギ類。夢はリトルリーグのピッチャーと宇宙飛行士。成績は中。チャームポイントは跳ねまくった髪と鼻。「ハッキし言って 〜 だぜ！」と言って拳で鼻の下を擦るのが癖。明朗快活でクラスの中では人気があると当人は思っているが、俊曰く「ノリが良くてお調子者で思い込みが激しい」。幼い頃から体力だけが取り柄で運動会などのイベントだけヒーロー。自室にはローラースケートで優勝したトロフィーと当時の写真が置いてある。
『2』ではユミ、俊と遊んでいた時に龍神丸に呼ばれ、渋々星界山の危機に再び冒険の旅に出るが、妙に疑い深くなっていた。しかし、龍神丸を単独で助けに暗黒空間に飛び込んだり、体を張ってシバラクを魔界の呪いから解放した。
忍部 ヒミコ（しのびべヒミコ）
声 - 林原めぐみ
本編のヒロイン。忍部一族十三代目頭領。創界暦貮参伍伍七年卯月壱日生まれ。7歳。身長110.0cm。体重18.0kg。牡羊座のAB型。家族は父幻龍斎、母不知火、祖父オジジ。天真爛漫かつ能天気で怖いもの知らずな性格で、生まれた瞬間から「キャハハハ…」と笑う。嫌いなことは泣くことだが、クラマや虎王との別れの際には泣いている。チャームポイントは“でっけぇリボン”。好きな異性はゴジラと虎王。未完成な忍術が多いが歴代頭領一の破壊力の持ち主。聖モンジャ学園タンポポ組在籍。小柄な外見とは裏腹に、常識外れの超大食漢。第六界層でほかの仲間が動物や子供にされる中元々猿にされてた幻龍斎を覗き、唯一術にかからなかった。
『2』ではどんなことでも物怖じしない性格は相変わらずだが、不安を抱え悩んだり、魔界シバラクからワタルを守ろうとする。本作では彼女の未来の姿と思われる女性が登場する。
剣部 シバラク（つるぎべシバラク）
声 - 西村知道
ミヤモト村出身の剣豪。創界暦貮参伍参五年丑月拾四日生まれ。35歳。身長168cm。体重89.0kg。水瓶座のO型。趣味はなぞなぞ、特技は剣術。チャームポイントは髭。好きな女性のタイプは和服の似合う人。曾曾曾祖母が存命する一族の剣豪で野牛シバラク流の使い手。顔がでかくその容姿からヒミコにはよく「カバ」と呼ばれている。性格は良く言えば豪放磊落、悪く言えば単純で敵のしょうもない罠に引っかかり自滅したりしてしまうこともしばしば。一方で、旅の仲間達の中では成熟した大人であり剣の腕も相まってワタルからは「先生」、クラマからは「旦那」と呼ばれるなど、なんだかんだ言われても信頼されている、愛すべきおじさん。得意技は柳生シバラク流×の字斬り。高所恐怖症でじゃんけんや注射にはめっぽう弱い。第四界層においてギーガンIIや強敵であるガッタイダーを撃破するなどの活躍を見せた。
『2』では到着前から女難ありと指摘され、敵が美女だったり、惚れた女性が老婆が化けていた姿だったりと受難が続いた。第五星界でワタルを庇い、暗黒の矢に刺さって魔界の者として洗脳された以降は「救世主のことを一番良く知る」という理由でドワルダーから将軍に任命される。敵に廻っている間は味方だった頃の間の抜けた面がなくなり、ワタルたちはその計略の前に幾度となく窮地に追い込まれることになる。最終的には、ワタルと新星戦神丸の助けにより呪縛から解放、最終決戦では黒龍角との死闘を繰り広げ、これを撃破する。また剣の道を歩むきっかけとなった挿話も劇中で語られている。
渡部 クラマ（わたりべクラマ）
声 - 山寺宏一
魔神山ワタリベ村出身。創界歴貮参伍四壱年酉月弐拾四日生まれ。20歳。身長159cm（トリ時）・175cm（人間時）、体重42.0kg（トリ時）・62kg（人間時）。血液型はA型。蠍座。趣味はのぞき、チャームポイントはアイパッチ。好きな女性のタイプは金髪でグラマーな女性（虚偽）。キザで皮肉屋だが、面倒見の良い一面もある。自分を含めた村人達が、ドアクダーの魔界力によって全員鳥にされたことにより、やむなくスパイとしてドアクダーに手を貸していた。それ故、元に戻りたい一心で性格も歪んでしまっていたが、ワタルたちの心で救われ仲間の一員となる。本来の姿は美形だが、彼を「トリさん」と慕うヒミコからは鳥の方が格好良いと言われている。眼帯の下は傷眼ではなくものもらい。
『真』冒頭では人間の姿だったが、崖から落ちたワタルを救うため鳥の姿になることを望んだ。
『2』ではワタルたちよりも先に人の姿でシバラクと共に星界山へ向かうが、ロケットの故障により一人第四星界に流れ着き、合流が遅れる。Dr・モロQのメカっ蚊により鳥の姿にされ、以降は鳥のままで、ドワルダーの秘密を知る人物を探すため孤高の戦士として単独行動が多かった。ノグーチ村で出会った海火子とは似た者同士故、徐々に良いコンビになる。昔は喧嘩に明け暮れていたらしく、恋人のユリアが喧嘩に巻き込まれ死別するという辛い過去が明かになる。
忍部 幻龍斎（しのびべげんりゅうさい）
声 - 緒方賢一
ヒミコの父親で、忍部一族十二代目頭領。猿年生まれ。41歳。身長25cm（サル時）、体重7kg（サル時）。幻神丸の操縦者であり、自らの手でこの魔神を完成させたという。本編より5年前に単身ドアクダー討伐に向かったが返り討ちに遭い、魔界力で猿の姿にされる。語尾に「ウラ」と付ける。折り紙を使用した忍術が得意。なお、幻龍斎自身も忍術の使い手だが、ドアクダーの呪いで封印されていた。ノベライズによれば、忍部オジジの養子であるとされている。草団子が好物。
ドアクダーが倒された後、元の人間の姿に戻れたが、『真』ではキンカックとギンカックの魔界力で犬になってしまう。
『2』ではヒミコの回想のみ登場。『神部新聞増刊号』では、「（ドワルダーの気配を感じて）姿を変えられない様に修行の旅に出ようと思う」と語られている。
虎王（とらおう）
声 - 伊倉一恵
創界歴貮参伍伍参年虎月壱日生まれ、10歳。身長132.5cm、体重27.0kg。創界山第七界層出身。魚座のO型。靴のサイズは22. 5。嫌いな物は梅干し。性格は我侭で世間知らずだが、優しい一面もあり、子供ながらも芯がある。ドアクダーの息子である「魔界皇子」。第五界層「セリーヌの森」でワタルとヒミコに出会う。「嫁」という言葉を「奴隷」のことだと勘違いし、ヒミコをヨメにしようと躍起になる(俺の嫁起源の一つ)。　対立関係に当たるワタルとは友達になったものの、後に敵同士であるという真実を知る。そして、ワタルたちを執拗に付け狙うようになったが、ドアクダーに利用されていた事実を知り、遂に反旗を翻す。最後の戦いで、暗黒龍に愛機ごと潰され絶命するも、復活した聖龍妃により、本来の姿である「翔龍子」として蘇生する。
翔龍子（しょうりゅうし）
声 - 伊倉一恵
虎王の本来の姿で、聖龍妃の息子であり創界山の皇子。少々ガサツな虎王とは対照的に、口調も態度も落ち着きがあり、皇子としての器も十分である。しかし、その記憶が無く、周囲の人々から聞いている程度らしいが、時折その記憶が甦るときもある。
『2』では皇子の役職を熟し、母と共に聖龍殿から見守っていたが、魔界の者となってしまったシバラクを観たワタルの悲しみを感知。手助けをするため、雷龍剣を携え、ロケットで星界山へ向かう。魔界シバラクが復元した邪虎丸に飛び込んだ瞬間、封印されていた記憶が甦り、再び虎王としてワタルたちと行動する。

## 周辺人物
妖部オババ（あやしべオババ）
声 - 丸山裕子
モンジャ村在住の預言者。推定年齢280歳。村の祭事を取り仕切っており、救世主ワタル召喚の儀式を行った。
忍部オジジ （しのびべオジジ）
声 - 沢りつお
モンジャ村在住の老人。推定年齢299歳。幻龍斎の（養？）父でヒミコの祖父。頭領の座を退き、仙道修行をした結果、仙人になった。頭の周りを漂う霞を食べて生きている。妖部オババとはワケありの茶飲み友達。当初はワタルたちの旅の途中、姿を消す事もあったが、幻龍斎と度々接触していたらしい。
聖龍妃（せいりゅうひ）
声 - 藤井佳代子
創界山を統治する女王で、翔龍子（虎王）の母親。暗黒龍の体内に封印されていたがワタル達によって救出される。
『2』ではワタルにアイテムを授けるなど手助けをしている。
緞武宝（どんぶほう）
声 - 戸谷公次
第七界層聖龍殿「四武官」の一人。歳は30代前半。翔龍子（虎王）の教育係を務める。ドアクダーの魔力で、四天王の一人「ドン・ゴロ」と化すが、討伐後に本来の姿に戻る。

### 現生界（人間界）
戦部タケオ
声 - 広森信吾、小林通孝（真）
ワタルの父親。ごく普通のサラリーマン。ノベライズでは養子という。
戦部アキコ
声 - 伊倉一恵、柴田由美子（真）
ワタルの母親。典型的お母さんでテストの点が悪かったり、悪戯をする息子をよく叱る。徹底的にくだらないものを集めるのが癖らしい。メディアによっては名前が「カオル」の時もある。
由美（ゆみ）
声 - 半谷きみえ（TVシリーズ）、麻見順子（ラジメーション虎王伝説）
ワタルの同級生。昭和53年9月30日生まれ、天秤座。AB型。身長125.0cm、体重24.0kg。特技はピアノの演奏。趣味はぬいぐるみ集め。チャームポイントはクリクリした目。猫のチロを飼っている。ワタルにとって人生で3人目に好きになった人である。
俊（しゅん）
声 - 龍田直樹
ワタルの悪友。粘土細工の製作に設計図から描くなど形から入る性格。金持ちで、兄の一喜がいるらしい。
山田先生
声 - 広森信吾（第1話）、星野充昭（第33話）、田中和実（ワタル3）
ワタルのクラスの担任教諭。ワタルをバケツを持たせて立たせるなどしていた。

### 創界山の人々
忍部親衛隊（しのびべしんえいたい）
声 - 星野充昭
ヒミコを影から護衛する黒ずくめの集団。創界山に来られなかったのは頭領である彼女の脚に付いて来られなかったからと言う。
アップダウンシティの母
声 - 池本小百合
町に住む女性。ワタル達にアップダウンシティでは大声を出すと地面が上がったり下がったりしてしまうことと「神部の笛」が第一界層を救えると教えた。
サヨリ
声 - 鷹森淑乃
ガラガラ村に住む少女。創界歴貳参伍伍四年子月拾伍日生まれ、山羊座のB型。身長122.0cm。体重21.0kg。趣味はケーキ作り。好きな異性は胃袋のでけぇ男性。チャームポイントはふっくらとしたほっぺとベレー帽。東北弁に似た言葉を喋る。村を助けてくれる人を探しにブリキントンに追われていたところを救われる。
サヨリの父
声 - 玄田哲章
ガラガラ村の住人。タンクーガーに食べ物を与えられ続けお腹を壊してしまう。天空の城の話をワタル達に話す。
アベ・コーベ市の女の子
声 - 半谷きみえ
フルネームは不明。天然パーマにたくさんのリボンを着けた女の子。フルネームは不明。特技は逆立ち。
アベ・コーベ市の男の子
フルネームは不明。自宅にワタル達を招き、町の実情を体を張って説明した。
サクラ
声 - 原えりこ
クロスタウンで唯一の善人。創界歴貳参伍伍四年羊月拾参日生まれ、8歳。乙女座のO型、身長121cm。体重不明、趣味は編み物、特技はジョギング。好きな異性は兄。チャームポイントは眠たそうな目。
キクオ
声 - 高山みなみ
サクラの兄。妹と共に街中を逃げ回っていたが、ドン・ギララに口づけされお馬鹿な悪人にされる。
モモ
声 - 水谷優子
創界歴貳参伍伍四年寅月参日生まれ。9歳。魚座のA型、特技は水泳、趣味はお料理。身長126cm、体重240kg。チャームポイントはくっきりした眉。第二界層ツク谷村出身の少女。
おミツ
声 - 小宮和枝
ツク谷村の意地悪婆さん。真実の鏡の所有者。ワタルたちに激辛団子を食べさせ、動きも素早い。しかし、それらは偽りの鏡による効果であり、破壊後は元の優しさを取り戻している。
おユウ
声 - 藤井佳代子
アチアチ村の住人。創界歴貳参伍参七年酉月拾日生まれ、25歳。身長163cm、体重43.0kg、趣味は和裁スポーツは得意ではない。チャームポイントは長髪の黒髪、好きな異性は優しい方だが、カバは嫌らしい。シバラクが一目惚れするが、彼女にはすでに夫と子供がいた。
マリアンネットの乳母
声 - 上村典子
マリアンネットに臭いと言われ、二十年間も城に幽閉されていた老婆。極寒の剣に異変が起きたことをワタルたちに伝える。
アッサム
神話の時代の秋冬を司る神。
ヒャクニーン仙人
声 - 峰恵研
ダウンスタジアムのクリスタルビジョンに球の状態で封じられていた仙人。その名の通り百人力の力を与える。
ユーキ
声 - 原えりこ
コチンコチンシティに住む少女。創界歴貮参伍伍参年巳月生まれ、9歳。身長130cm、体重26kg、血液型A型。趣味は草花の育成、特技はスノーモビル。好きな異性は勇気ある男性。スノーモビルを駆る快活さとウララの像に祈る健気さを併せ持つ。
諸事情で第三界層にヒミコとシバラクを残し一人で第四界層に訪れたワタルと一時的に旅を供にする。ワタルが再び第四界層に訪れた時にはイモ川短銃郎が偽の彼女に化けていたが、ワタルの機転でイモ川が偽者だと見破られる。
ワタルはユーキに淡い好意を抱いていた。
センモス
神聖な動物と呼ばれるセンニーン仙人の守護獣。
センニーン仙人
声 - 峰恵研
ヒャクニーン仙人の兄。弟より小柄。アッサムとウララの悲恋をワタル達に話す。ワタルの勇者の剣を、王者の剣に強化した。
ウララ
声 - 原えりこ
神話の時代の春夏を司る女神。卯月弐拾九日生まれ。牡羊座17歳。趣味は詩を読むこと。好きな異性はアッサム。第三界層出身。
愛の女神
神話の世界で恋愛を司る女神。アッサムの側から離れないウララに心変わりの矢を放ち、第四界層へ連れ去り、千年に一度だけ合わせる罰をかせる。
ピノ
声 - 柴田由美子
ヒマワリ村の少年。よそ者に対しては警戒心が強い。
ビビンバ
声 - 藤堂貴也
セリーヌの森の番人。
イタロウ村の物知りおばば
声 - 上村典子
イタロウ村にただ一人住む老婆。
マンニーン仙人
声 - 峰恵研
物知りおばばの正体。ヒャクニーン仙人やセンニーン仙人の兄でワタルにヨカッタネを授ける。ヒミコ曰く「みんな同じだね」。
タゴ作
声 - 龍田直樹
イチロー達の父親。
イチロー
声 - 高山みなみ
歌って踊れるスケーターになることを夢見る少年。ヒミコを「お頭」と慕う。
コノミー
声 - 水谷優子
第五界層「コロガッテルの里」の預言者である少女。ヨメ・ハーンとムコ・ハーンに誘拐され、ヨメに自身の涙を化粧扱いにされていた。ワタルを「巨大なる救世主」と予言し、「ドラゴンシティ」の方向を指し示す。
サリー
声 - 小林優子
第六界層「グーグー村」の少女。父親がオージの魔法で眠らされ、自身はオージに嫁候補にされ狙われた。
アリババー
声 - 鈴木れい子
第六界層を司る大魔法使い。「千光の腕輪」の本来の所有者だが、ババ・デブーによって紋章岩に閉じ込められていた。腕輪を救世主の腕に身に着けることで界層が元に戻ることを伝える。
サクラ子
声 - 半谷きみえ
第六界層「ヘンデル村」の少女。父親がチビット・モレーテルの魔法で幼い子供にされていたが、ワタル達の活躍で元の姿に戻る。
ウルバンバ
声 - 沢りつお
聖龍妃に使えていた従者。文官連中とチカボッコリの遺跡で隠遁生活していた。

### ドアクダー軍
創界山を守護する四武官、その下に就く七将軍とその配下がドアクダーの魔界力により支配され部下となり、皇子「翔龍子」も「虎王」へ変えられた。ワタルが界層を戻すと呪いが解け、本来の姿に戻る。本職についているが、有事の際は戦士として防衛する。一部、設定のみで本編に未登場のものも含む（未登場キャラは、当時カバヤから発売されたガムのシールに登場）。
ブリキントン
声 - 玄田哲章、沢りつお、龍田直樹他
ドアクダー軍の一般兵士ロボット。人の3倍もの戦闘能力を持つ。ワタル達には白兵戦で負けることが多い。プロテクターを外されることがあるが、内部が描写されたことはない。
メタルブリキントン
ブリキントンの上位兵士。量産型魔神やメカの操縦を担当する。
ブリキング
本編未登場。ブリキントンたちの上位機種でまとめ役。ボディは金色で緑のマントを纏う。
シュワルビネガー
声 - 笹岡繁蔵 / 大友龍三郎（スーパーロボット大戦シリーズ）
最前線で戦う筋肉を絶えず鍛える男。「すごい奴がやってきた！」が口癖。ワタルが初めて戦った相手。敗れた後は双ツ龍岩で力押しの策で挑むが再び敗れる。奇巌城ではブルー、タンクーガーと共に迎え撃つ。力は強いが、頭は弱い。本来の姿は現場監督。バンダイチャンネル公式サイトによると、「シュワルツネッガーに似た筋肉ムキムキの敵キャラ」と紹介されている。
シュワル・シスター
本編未登場。ビネガーの妹。筋肉質で体を鍛えている。本来の姿は清楚なセーラー服姿の女学生。
サンダーブルー
声 - 江原正士
アップダウンシティの支配者。自分を二枚目と思い込みが激しいが、短足を気にしている。ヒミコに足の長さを測定され、ブロマイドにも落書きされる。本来の姿は貴公子。
ジョン・タンクーガー
声 - 龍田直樹
蝿一匹殺すのに弾丸を5000発使うガラガラ村の支配者。短気な性格で、痩せすぎなくらい細い身体をしている。子供の頃は気弱な性格と同時に肥満な体型をしており、村人達から笑い物にされていた。その影響で毎日ご馳走を用意し、村人達を無理やり食べさせて太らせる復讐を繰り返していた。奇巌城での戦いではサーベルを使用。口癖は「ファイヤァ～!!」。本来の姿は会社の重役。
プラマ・ニア
本編未登場。ゼロ・シュミットを改造するのを好む根暗な男。本来の姿は純粋な少年。
クルージング・トム
声 - 島香裕
ドアクダー七人衆の一人で、第一界層のボス。ハルバートの使い手。自分の城で魔神をリモコン操作し、ワタル達を迎え撃った。空中にいないと正気を失うという気の小さい一面も。部下もろ共クラマ曰く「ドジな奴」。本来の姿は家老。
Dr.サッカ・サマー
声 - 沢りつお
アベコーベ市で研究をし続けるマッドサイエンティスト。無駄な発明ばかりしているが、動きは老体でありながら素早い。本来の姿は医者。
ゼロニモ
声 - 郷里大輔
普段は心優しいが角ばっている物を見ると凶暴になり、丸い物を見ていると落ち着く御頭が足りない野生中年。本来の姿は警官。
アメダス・てる皇（こう）
本編未登場。
ドン・ギララ
声 - 石塚運昇
クロスタウンの支配者。西欧と中華の吸血鬼の末裔。十字架とニンニクを好み、血と日の光が嫌いな伯爵。普段は蝙蝠に化けて移動する。口紅を塗りキスすることで善人を悪人に変える。本来の姿は町長。
木下トモヨ
本編未登場。
デス・ゴッド
声 - 千葉繁
第二界層のボス。死神のようなマントに身を包んでいるが、本当は小柄で竹馬を履いているだけである。本来の姿は王様。
ケン・サーク
声 - 小杉十郎太
アチアチ村の支配者。二枚目の剣士。青春に身を浸しているが、負けず嫌いゆえに勝つためには手段を択ばない卑怯な策士。自分を倒した者はたいまつ砂漠の松明の火を消すと言っておきながら敗北するとたいまつの量を増やし、強制的に運動させていた。剣道だけでなく、茶道、華道にも精通している。本来の姿はキャッチセールスマン。
マリアンネット
声 - 勝生真沙子
ホットプレート村の支配者である女性。創界歴貳参伍四壱年子月一日生まれ21歳。身長165cm、体重44.0kg、趣味は掃除をさせること。特技はホッケー、チャームポイントは唇右下のホクロ、好きな異性は清潔なハンサム。極度の潔癖症で、乳母を不潔というだけで塔へ幽閉する。20代だが、ワタルに「おばさん」呼ばわりされ激怒する。本来は心優しい看護婦で、唯一敵キャラでプロフィールが判明している。
アブドラ・ザ・馬之助（アブドラ・ザ・うまのすけ）
声 - 亀井三郎
アッチッチ村の支配者である悪役レスラー。「マグマドリンク」というとても辛い飲み物で、村人達を法外な値段で売りつけていた。頭が悪く計算が苦手。本来の姿は消防士。
タッチー・ダウン
声 - 水鳥鉄夫
アッチ島にある「ダウンスタジアム」を守護する番人。本来の姿は八百屋。
オガガ夫人
本編未登場。
スイマーセンセイ
本編未登場。
壮快山（そうかいざん）
本編未登場。
ヒューマン・スター
本編未登場。
ソイヤ・ソイヤ
声 - 島香裕
第三界層のボス。愛機とは正反対の下品な顔をしている。ドクトル・コスモとは仲が悪いように思われるが実は熱い友情で結ばれている。ケン・サークとは同性愛疑惑のシーンがあるが、華道を通じての旧知という理由である。本来の姿はお祭り人。
ドン・キホッテ
声 - 石塚運昇
「ムダな努力!」が口癖の合理主義者。本来の姿は牧師。
イモ川 短銃郎
声 - 江原正士
変幻自在の変装が得意な千の顔を持つ歌舞伎役者。ユーキに化け灼熱の剣を奪おうとしたが、ワタルの機転で偽者だと見破られる。「ハンバーグ」などの横文字に弱い。本来の姿は大工。
XYZ星人クーミ
本編未登場。
サッキーカー
本編未登場。
ヒモジアン
本編未登場。
ドクトル・コスモ
声 - 緒方賢一
第四界層のボス。凶悪な頭脳で第七界層へ上ろうとする。ソイヤ・ソイヤとは仲が悪いように見えるが実は熱い友情で結ばれている。尻のような頭をしている。本来は画家。
ヘドローナ
声 - 郷里大輔
スモッグルの手下で、ヒマワリ村の支配者。自然アレルギー。龍王丸となった龍神丸の最初の相手。本来の姿は警官。
クサーヤ
声 - 塩屋浩三
イタロウ村を人の住めない環境にした張本人。ヘドロの臭いを良い香りと称する。本来の姿はタクシー運転手。
バッド・マックス
声 - 大塚芳忠
何でも一番にならないと気が済まない暴走族のヘッド。体力は無いに等しい。本来の姿はアニメの進行。
ヨメ・ハーン
声 - 山田礼子
「プカプカ工場」の支配者の一人。昔はスリムだったが、今はかなりの重量オーバー。コノミーを人質にし、彼女の涙を化粧品扱いにしている。本来の姿は魚屋。
ムコ・ハーン
声 - 石塚運昇
「プカプカ工場」の支配者の一人。ヨメの夫だが、婿養子で妻に尻に敷かれている。「ヨウシ」と言われるのが弱点で、言われると頭部が爆発して暴走する。本来の姿は魚屋。
アック・スモッグル
声 - 沢りつお
第五界層のボス。不潔で、動物の狩りとゴルフが好き。本来の姿は会社の社長。
ビビデ・オージ
声 - 山下啓介、山寺宏一（最終話の新録部分のみ）
眠りの魔法を使うビビデファミリー五兄弟の長男で、グーグー村の支配者。村の男性達を眠らせ、嫁にしようとする女性達を舞踏会に無理やり踊らせた。間抜けな性格で女装したシバラクに一目惚れして追いかけ回していたが、ババ・デブーに止められた。本来の姿は学生。
ビビデ・シシ・カバブー
声 - 郷里大輔
空間湾曲と変身魔法を使うビビデファミリー五兄弟の次男。ジオメトリーウッドにある自分の城で動物になった人々を調教するサディスト。本来の姿は寿司屋。
ビビデ・セーキマ・ツー
声 - 山寺宏一
魔神墓場で待ち受ける死者蘇生の魔法を使うビビデファミリー五兄弟の三男。ワタル達に倒された第五界層までの魔神達を、亡霊として復活させた。本来の姿はサラリーマン。
ビビデ・チビット・モレーテル
声 - 塩屋浩三
ビビデファミリー五兄弟の四男で、ヘンデル村の支配者。幼児のような風貌。「チュバ」が口癖。魔法の砂糖で、ヘンデル村の大人達を幼い子供に変えていた。本来の姿は虫取り中年。
ビビデ・アラ・ビアン
声 - 安西正弘
煙を動物に変える魔法を使うビビデファミリー五兄弟の末弟。生後一週間で500kgになったほどの巨体によりババ・デブーは育てるのに苦労したが、本人は母親に抱っこもおんぶもしてもらえないのを愛されていないと誤解していた。ワタルとの戦いの中でふっ飛ばされてババ・デブーを下敷きにした時に「初めておんぶしてもらった」と歓喜する。本来の姿は演歌歌手。
ビビデ・ババ・デブー
声 - 片岡富枝
第六界層のボス。ビビデファミリーの首領で、五兄弟の母親。兄四人はマザコン気味で母親に頭が上がらないが、末弟アラ・ビアンだけは前述の理由で少しグレていた。息子達には「ママ」と呼ばれているが、アラ・ビアンには「おふくろ」と呼ばれている。変身の魔法を得意とする。本来の姿は牛乳配達員。
麻婆（マーボ）
声 - 峰あつ子
魔幻空間を統括する不気味な案内人。見た目は怖いが意外とお茶目な一面もある。シバラクには「麻婆豆腐」呼ばわりされ、その時は麻婆豆腐を投げつけた。実は神部七龍神の紫龍がドアクダーの魔力で変えられた姿。
ウマシカ
声 - 山寺宏一
魔風門の門番で、魔の風の谷の魔物。顔は正に馬と鹿が組み合わさっている。試練を挑む者に3つの難題を出し、失敗した相手を石に変えてコレクションしている。
図体はでかいが、体力は無い。
デブル
声 - 吉村よう
魔天門の門番で魔界のはぐれ蝙蝠。関西弁で喋る。諦穴の底で侵入者に諦めの心を植え付ける。
ニオー・アニヤン
声 - 戸谷公次
魔界門を守護する一卵性双生児の魔者。口癖は「あー!!」。
ニオー・オトート
声 - 山寺宏一
魔界門を守護する一卵性双生児の魔者。口癖は「うーん!!」。
怪傑ゾロリ
声 - 中村秀利
総額9999万9997クレジットの創界山一の借金男で、賞金稼ぎでエンゲル係数破綻野郎。本来の姿は美容師。
サンチョ・パンダ
声 - 塩屋浩三
ゾロリの召使い。少々間が抜けている。忠節からではなく、彼の賞金から100クレジットの返却だけに付き従う。本来の姿は美容師であるゾロリの助手。
ドン・ゴロ
声 - 戸谷公次（3話と10話では稲葉実）、今村直樹（『CR魔神英雄伝ワタル』）、松山鷹志（『スーパーロボット大戦X』）
ドアクダー四天王の一人で、防衛庁長官。虎王の教育係を務める。同じ四天王であるザン兄弟とは立場上仲が悪い。怒ると般若同然。愛情と忠誠心は本物で、虎王も内心ではドアクダー以上に彼を慕っている。実は、武宝がドアクダーの魔力で変えられた姿である。
ザン・コック
声 - 稲葉実
ドアクダー四天王の一人で、魔界ザン三兄弟の長男。ガッタイダーのメインパイロット。デス・ゴッドのセリフで名が知られ、剣を得意とする。本来は聖龍殿「四武官」の一人。
ザン・ゴロツキー
声 - 龍田直樹
ドアクダー四天王の一人で、魔界ザン三兄弟の次男。顔が鳥に似ている。武器は斧。本来は聖龍殿「四武官」の一人。
ザン・ギャック
声 - 笹岡繁蔵、三宅健太（『CRワタル』）
ドアクダー四天王の一人で、魔界ザン三兄弟の三男。顔が犬に似ている。間抜けな一面があり、いつも余計な一言が多い。ハンマーを携える。本来聖龍殿「四武官」の一人。
ドアクダー
声 - 飯塚昭三
『無印』の黒幕で、「悪の帝王」と呼ばれる魔界随一の実力者。凶悪な魔界呪術と暗黒龍を復活させ魔王の剣を振るう。冷酷非情で、失敗した者は部下や息子さえ抹殺する。

### 龍神
神部七龍神
金龍（きんりゅう）
声 - 玄田哲章
龍神丸の本来の姿。
赤龍（せきりゅう）
青龍（せいりゅう）
赤龍とは兄弟。のんびり者で仲が良い。何者かの手によって石にされる。神部七龍神で最も長寿であるとされる。
ファイアードラゴン
声 - 稲葉実
別名「激龍」。呪いの首輪によって「スノードラゴン」にされていた。龍神の命、感情を司る。龍神丸とは旧知の仲。
緑龍（みどりりゅう）
ドラゴンシティに封印されていた。別名「土龍」。
紫龍（むらさきりゅう）
声 - 峰あつ子
麻婆本来の姿。ドアクダーの魔力で姿を変えられ、記憶も失っていた。第七界層へ登る虹が存在しないため、ワタル達を乗せて七界層の地下へと運ぶ。
白龍（はくりゅう）
声 - 土師孝也
龍神の楯を所持していた金色の髪と髭を持つ白き龍。現在-過去-未来を見通す力を持つとされる。自らの体を休ませるかのように、水晶の洞窟に眠っていた。ワタルに龍神の盾を託し、救世主の伝説と龍王の剣の在処を教えた。
虹龍（こうりゅう）
神部七龍神の集合体。赤い鬣を持つ巨大な黄金の龍。龍王の剣を翳すことでこの姿になる。
守護龍（しゅごりゅう）
声 - 玄田哲章
龍神町に現れ、ワタルに神の力を覚醒させ、神部界に連れてきた青緑色の龍神。
暗黒龍（あんこくりゅう）
古の昔、創界山を七つの界層に破壊した魔界の守護神。その姿は龍神とは違い西洋の龍である。炎はあらゆるものを焼き尽くし、その翼は全てを吹き飛ばす。魔界の者はこれを従えらせることで一人前と認められる。ドアクダーは魔神殿の謁見の間にある骨を使って復活させ、鳳凰丸たちをも苦戦させる。
誕生には不明瞭な点が多かったが、『3』においてその経緯が明らかになる。

## 『魔神英雄伝ワタル2』
海火子（うみひこ）
声 - 高乃麗
星界暦六千五百六十八万千九百七十八年 天月拾壱日生まれ。10歳。身長134.5cm、体重27kg。血液型はAB型。第四星界モリト村出身。好きなものは新鮮なもの、嫌いなものは腐ったもの。第一星界からワタル達の後を追いかけていた赤い髪と褐色の肌の少年。ヒミコには「火子ちゃん」と呼ばれている。父親が封印された球から救い出すため、星龍剣を求め度々剣を巡って彼に勝負を吹っかける。決戦直前に星界山の皇子であることが判明する。父親から厳しく育てられぶっきらぼうであるが、根は優しく純情。右膝の傷は幼い頃に小鮫に噛まれ、左膝の傷は村人が投げた銛で負ったもの。しかも海が苦手だった。
鬼輪伴宙太（おにわばんちゅうた）
声 - 八奈見乗児
第三星界のお庭番で、忍神丸の搭乗者。悪人にされた主君を救出すべくワタルたちに協力する。忠義に厚く義理堅いが、涙もろい。
「巨人の星」に登場した伴宙太のパロディキャラクター。名前の由来も御庭番＋伴宙太。
プリプリ姫
声 - 渡辺菜生子
闇星「宇宙界」のプリンセス。外見はヒミコに瓜二つだが、清楚可憐かつ上品な性格で、言葉遣いも丁寧。ラッキョウが嫌いで、体育も苦手。海火子に惹かれる。宇宙界の力の源である「星力」の力を宿したステッキを持っている。彼女の生まれた日と同日、モンジャ村で双子の一人が行方不明になったという噂がある。
ポシェット
声 - 吉村よう
プリプリ姫の腰に下げている青いポシェット型ロボット。プリプリ姫の傅役のような存在で、姫には「じい」と呼ばれる。口うるさい。
クリクリ王子
声 - 冬馬由美（TV）、折笠愛（ワタル4）
宇宙界の辺境「マヤコン星」の王子で、天王丸の搭乗者。マルダルマにさらわれたプリプリ姫を救出すべくワタル達に協力する。ヒミコを姫と間違えた。
カモシレーヌ
声 - 島田敏
光星「星天界」の神。ワタル達に試練を与える。「〜かもしれぬ」と曖昧な言葉しか言わない。
イサリビ（漢字表記は勇哩火）
声 - 小杉十郎太
海火子の父で、夏鬼丸の本来の搭乗者。自他共に厳しい性格。一介の漁師と思われていたが、その実体は星界山の皇子「星太子」。ドワルダー七人衆の一人として組織に潜入したが、他のボス達に妬まれ、封印の球に閉じ込められる。復活した直後はドアクダー打倒を優先し、あえて悪に徹した。戦いが終結した後は王に即位し、海鱗王と名乗る。
ワダツミ（漢字表記は渡津海）
声 - 冬馬由美
イサリビの妻で、海火子の母。病で伏せがち。海火子の武器である銛は大変洋を荒し回った片目のナマズクジラを倒した祖父の形見である。夫が星界山の王に即位したのに伴い、王妃となる。
星天王（せいてんおう）
星界山の王。イサリビの父で、海火子の祖父でもある。ドワルダー（ドアクダー）によってブロンズのレリーフに妻共々封じられていたが、近辺の相手を制する力は残っていた。老齢により、戦いが終結した後は息子であるイサリビに王位を譲る。
星大后（せいたいごう）
星界山の王妃。イサリビの母で、海火子の祖母でもある。

### 星界山の人々
マカロニスパゲシティの男の子
声 - 佐藤智恵
ムッチリーニが動かす牛メカから吐き出されるチーズで太ってしまった少年。第一星界の現状をワタルに教える。
ウェイター
声 - 小林通孝
ヘキヘキシティのレストランで働く若者。中央を赤く線で塗られ、ワタル達に街の現状を伝える。
フィアンセ
声 - 原えりこ
ウェイターの婚約者。街を救ってくれたお礼として星の風の情報を教える。
ミルク
声 - 冬馬由美
マゾリードに住む女の子。ワタルに街の実情を教える。星の風に関する情報として「ガラシャには不気味な城がある」とワタルに教えた。
アルキデメス
声 - 折笠愛
ガラシャに住む天然パーマの男の子。飼い豚のパスカルが連れて行かれそうになったところをワタルたちに救われる。
パスカル
声 - 龍田直樹
アルキデメスの飼い豚。普通の豚なので鈍い。
アノネ
声 - 松岡ミユキ
チューリップ村の少女。残されていた風車を守り続けていた。
アノネの父
声 - 沢木郁也
風車の作り主。ゴーキントンに風車を壊されるのを阻止しようとして怪我を負う。
ルビー
声 - 冬馬由美
ザイーラ村の女性。シバラクが一目ぼれする。
ウメボシばあさん
声 - 上村典子
ルビーの正体。ザイーラ村で大昔から漬物を漬けている老婆。ワタルに「シリウスの涙」を渡した。本人曰く美女に化けていたのは、「特に意味はない」。
ウガンダ
声 - 藤城裕士
孫とエレファンと共に放浪の旅をする老人。
ボンゴ
声 - 冬馬由美
ウガンダの孫。褐色の少年。
エレファン
第二星界で最強の巨大な象。
チェンミン
声 - 白鳥由里
サーカスの花形。団長が不在のため、一人で切り盛りしていた。
ミュン
声 - 冬馬由美
プポンペン村の女性。
モノ星ばあさん
声 - 上村典子
ミュンの正体。実りのともし火を利用しオリオンのタクトを真の姿に変える。
アキコ
声 - 冬馬由美
宙太の婚約者。小豆栗山城で腰元をしていた。
ニキサク
声 - 関俊彦
クラップタウン農業青年団の若者。
ロボット
声 - 掛川裕彦
メロロポリスのロボットの一体。メンテナンスマンに錆を掛けられ動けなくなったところを救われる。
レイナの祖母
レイナ
声 - 矢島晶子
女だけの島ポリメシアの少女。クラマから貰った羽飾りを着けている。
ヒデーヨ
声 - 沢りつお
ノグーチ村の医師。クラマ同様、バード菌によって鳥になっている。
タスマン
声 - 菊池正美
エラハリの船長
声 - 速水奨
海神退治を募る海の男。
ニボシばあさん
声 - 佐藤智恵
海の栓を守って来たモアイ像の化身。体中にたくさんの空瓶を身に着けている。
エンマ
声 - 高橋由美子
暗黒空間に来た人間を始末する妖精。本当の名は「フレア」で、光龍剣の守人。
ジョン
声 - 渡辺久美子
トゲトゲタウンに住む少年。ワタル達に町の現状を話す。
クレメンタイン
声 - 三石琴乃
キンキラキンシティに住まうドクの孫娘。祖父の行為に胸を痛める。
ドク・ホットイテー
声 - 吉水慶
クレメンタインの祖父。孫娘のためにと黄金を躍起になって探している。
産婆
声 - 丸山裕子
モリト村の産婆。
ユリア
声 - 冬馬由美
クラマの昔の恋人。喧嘩ばかりしていたクラマをとても心配していた。ある日、喧嘩に巻き込まれたクラマを庇い落命。
ナリア
声 - 冬馬由美
ユリアに姿や声が瓜二つの娘。レムレム村の宿屋の看板娘で、クラマに惹かれていく。
マモナク
声 - 西村知道
ナリアとクレアの父親で、レムレム村で宿屋を経営。
クレア
声 - 林原めぐみ
ナリアの妹。幼く舌足らずだが、姉を慕う。
レム
声 - 高乃麗
目を合わせると永遠に眠らせてしまう睡魔。
初老の武士
声 - 加藤精三
若いシバラク達を懲らしめた侍。
ティラミス
声 - 半谷きみえ
オレントンに住む少女。実はマーダレスが化けた姿。
イクス
声 - 冬馬由美
インカマーヤ村に住む赤髪の少女。
ナステカ村の村長
ナステカ村の子供
ワタルと虎王を落とし穴へと落っことし、彼らの怒りを買う。
ズボシばあさん
声 - 天野由梨
外見は若い女性だが3000年も生きている大占い師。「図星では?」が口癖。星界山の力を利用した札術で占う。

### ドワルダー軍
ドワルダーの魔力で先兵に変えられた神々。ドツイタル一家は星将、七人衆と副官は十二武官のなれの果てとされる。
ゴーキントン
声 - 玄田哲章、龍田直樹、山寺宏一、橋本博、遠藤章史、関俊彦
ブリキントンのゴージャス版で、ドワルダー軍の一般兵士ロボット。ワタルたちに負けるやられ役。シバラクに斬られた際、骨組が描かれている。
ツーバイオー
声 - 安西正弘
星界山宙域を荒らし回る空の海賊。牛乳好き。星界が元に戻り皆が本来の姿に戻った際、なぜか彼はいなかった。
ムッチリーニ
声 - 稲葉実
前歯がハート形で写真写りが悪いという理由で、住民を無理やりチーズ嫌いにさせようと毎日塔の中からチーズをバラまき続けた、筋骨隆々な男。本来の姿は寿司屋。
ハンブンブルグ兄弟
声 - 島田敏（兄）、塩屋翼（弟）
何でも半分ずつを好む双子。ワリワリの壁で街全体のあらゆるものを半分にした。本来の姿はそれぞれ医者とスポーツマン。
フトメン
声 - 吉田理保子
マゾリードの支配者。 動物を操るカスタネット「星のフラメンコ」でウッシッシーを操る。本来の姿は主婦。
ハテナ
声 - 滝沢久美子
オマカセイの妻。「ブヒッ！」が口癖。自分のペットであるトン・ジョンソン（声 - 玄田哲章）を街で飼われる豚とを競争させ、負けた豚を食べてしまう。オマカセイの事は「ダーリン」と呼んでいる。敗北後は、離婚したらしくオマカセイからは「元女房」と言われていた。本来の姿は三味線を持った漫才師。
ルイ・オマカセイ
声 - 笹岡繁蔵
第一星界のボスで、ハテナの夫。ナルシストで決闘が好きだが、ピンチになると卑怯な手段を使う。ハテナ以外の部下やヒミコからは名前を「オカマセイ」「オマタセイ」「オットセイ」「オセッカイ」などと呼び間違えられていた。本来の姿は漫才師。
マミー
声 - 塩屋浩三
ミイラのように体を包帯で巻いている。本当は痩せっぽちの姿で体を叩くと凄い埃が出る。そのため、クレオバトルから煙たがられている。
デカメレオン
声 - 田口昂
体を透明化でき、ワタル達を尾行して襲おうとした。本来の姿は噺家風の和服男性。
ナリキーン
声 - 大滝進矢
ケチくさい性格。奪った星石を漬け物石にする。本来の姿は教師。
ジャンゴリラ
声 - 広瀬正志
第二星界一の怪力が自慢。語尾に「〜ゴリ」と付く。星石を破壊しようと試む。本来の姿は野球の審判。
クレオバトル
声 - 中村秀利
第二星界のボス。人前に出る際にはいつも顔を横向き。カキ氷が好物で、暑い中でカキ氷を食べたいがために第二星界の砂漠化を進める。本来の姿はファーストフードの店長。
ウーロンティー
声 - 島田敏
「永遠のライバルよ！」が口癖の熱血キャラ。語尾に「アル」を付けて喋る。本来の姿は若侍。
ダイブタッタ
声 - 吉水慶
カンダーラで、インチキの空中浮遊ヨガを教え、授業料を巻き上げていた。実は飛行船に乗っていたゴーキントンに吊るされていただけだった。
パンダアンパンダ
声 - 田口昂
サーカスの花形であるチェンミンをノムガナの専属サーカスに入団させようとする。元々はサーカスで人気のパンダだった。名古屋弁と松山弁が混ざった言葉で喋る。
ジサマ
声 - 沢りつお
ノビノビ平野の土地と、村の宝「実りの灯」を狙う強欲な老人。海火子を買収して「実りの灯」を奪った。本来の姿は善良な老人。
尾羅 ノムガナ（おら -）
声 - キートン山田
第三星界のボスで、ツッパリー直属の部下。本来は小豆栗山城を治める名君だったが、ドワルダーの魔力でお汁粉など甘いものを食べたがるわがままなバカ殿様の姿になってしまう。
ヒョローン
声 - 松本保典
テクマク星への侵入者を撃退する任務を負っている。一見美形だが、本当は縦長のヒョロヒョロ体型で重力発生装置で体を縮めている。本来の姿は美容師。
アキノソーラ
声 - 沢木郁也
クラップタウンの支配者。お天気マシンで街の天気を思うままにコントロールしていた。本来の姿は八百屋の主。
メンテナンスマン
声 - 広瀬正志
メロロポリスの支配者、自分の言うことを聞かないロボットを改造したり錆びつかせたりする。地上戦車の開発責任者。本来の姿は船長。
カクバッテル
声 - 龍田直樹
マルダルマの右腕的存在。サイコロのような体で「オッス」が口癖。猫が苦手。元々はサラリーマン。
マルダルマ
声 - 稲葉実
宇宙界のボス。丸い体で、体の中にマジックハンドがある。自軍の地位が最下級であるためにプリプリ姫の持つ「星力」を狙う。ネコが苦手。本来の姿は相撲取り。
キャプテン・アッパー
声 - 龍田直樹
ボクシングが得意な海賊。ブラックボールを探すためポリメシアの若い女性をさらう。元々はピザ屋の店員。
Dr・モロQ
声 - 喜多川拓郎
ノグーチ村の支配者であるマッドサイエンティスト。「3年8か月の苦労」が口癖で、どんな発明品でも開発に3年8か月かかる。クラマ、海火子や島の人々をバード菌によって鳥に変える。本来の姿はツアーガイド。
キウィ・パパイヤ
声 - 塩屋浩三
猿の“ヤイヤイ”を奪い、ブラックボールを探していた。本来の姿は象の飼育員。
キャプテン・ネモイ
声 - 郷里大輔
自らの魔神で海を荒し回った海賊。ドン・モアイのデタラメな情報でブラックボール探しをひっかき回される。本来はプロボウラー。
ドン・モアイ
声 - 島香裕
第四星界のボス。顔がでかくて長い。「ドンマイ、ドンマイ、ドン・モアイ」が口癖。黒龍角を完成させるため、海の栓を抜き、部下にブラックボールを探させた。本来の姿は弁当売り。
ミカン・キッド
声 - 田中和実
トゲトゲタウンの支配者。丁寧なのか乱暴なのかわからない言葉を使う。闇のカーテンから逃げられないように、絶対に眠ってはいけないという無体な法律で街の人々を弱体化させていた。銃の名手だが、「本物は当たったら痛いジャン」という理由から、水鉄砲しか使えない。本来の姿は競馬の騎手。
オッカー・キンババ
声 - 上村典子
キンキラキンシティの支配者。強欲で金が好きで全身に金を隠し持っている。インチキ魔除けグッズを皆に売っていた。本来の姿は占い師。
オスカー・カントック
声 - 山下啓介
ハリボテウッドの支配者。ハリボテウッドの人々を無理矢理出演させてドワルダー映画を作っていた。本来の姿は釣り師。
ダイトー・リョー
声 - 笹岡繁蔵
オレントンの支配者。暗いのが苦手。防弾チョッキを着用。演説が趣味。本来の姿はオペラ歌手。
ワイヤッテ・オルネン
声 - 速水奨
第五星界のボスで、スケバーン直属の部下。早打ちの名手。サボテンを育てるのが趣味であるシークレットヘアの男。本来の姿は保安官。
デス・ゴンドール
声 - 佐藤正治
第六星界のボス。魔術を使い、星界を支配する。イサリビの力を恐れたドツイタルや他の星界ボスたちと共謀、封印に加担していた。彼に粛正され、本来の姿は不明。
魔少女
声 - 白鳥由里
ゴンドールが作り出した紫水晶を核とした泥人形。ワタル達を仲違いしようと画策する。
ドツイタル
声 - 稲葉実
魔界爆走三兄弟の父親。将軍の地位が脅かされることを危惧し、各星界のボスと組んで勇哩火の封印を実行した。黒龍角の爆発に巻き込まれたが、星将として蘇生する。
バンハル
声 - 玄田哲章
魔界爆走三兄弟の長男。黒龍角のメインパイロット。番長の衣装に身を包む大男で、まだ二十歳未満だがかなりの強面。父親よりも各星界のボスたちから信頼されている。弟たち共々シバラクに倒される。
ツッパリー
声 - 関俊彦
魔界爆走三兄弟の次男。陽気に見えるが力では兄のバンハルには勝てないので知略を使う狡猾な性格。その制裁は父親すら目を覆う。小型ナイフの使い手。
スケバーン
声 - 冬馬由美
魔界爆走三兄弟の三男。一見女だが歴とした男であり、力や頭では二人の兄に適わないので女番長スタイルの女装を思い付く奇襲戦法を得意としている。ヌンチャクの使い手であるが、いつしか本人も女と思い込んでる節があり、父親のことを「パパ」と呼ぶ。
マーダレス
声 - 半谷きみえ
ドワルダー直属の殺し屋で魔界の狩人。ワタルを自軍に引き入れようと付け狙うが失敗したため、シバラクの従者に格下げされても付け狙うが、虎王と心を通わせるなど心境の変化が見られる。ゴンドールの攻撃から虎王をかばって命を落とすが、決戦後は甦り、本来の姿である星界山の従者に戻る。
ドワルダー
声 - 緒方賢一
南斗七星を制圧した魔界の王。当初ドアクダーの弟だと思われていたが、ドアクダーが仮初の肉体として生んだ姿である。

## 『超魔神英雄伝ワタル』
スズメ
声 - 宮村優子
流浪の賞金稼ぎ。身長153cm、体重不明。A型。苦手なことは自分の体重を知ること。ワタルにかかった賞金を狙い彼の旅に同行するが、やがて本当の仲間になっていく。かなりのグラマラスで、ヒミコから「デカチチねーちゃん」、ドランには「デカチチ女」または「デカチチちゃん」と呼ばれている。がめつく明るい性格。赤ん坊の頃に両親と離れ離れになる過去があり、心の奥底では両親との再会を望んでいた。アンコクダーから唯一逃れた心星人で、本名は「イヴ」ということを知り、再会する。同族がそばに居ると手の甲に青い星の痣が浮かび上がる。
聖樹（せいじゅ）
声 - 伊藤健太郎
第一界層から落ちてきた隕石から現われた長い金髪の少年。記憶はないが「ワタルを探し出し守る」という使命を帯びてワタル達一行に同行する。身長166cm、体重30kg。その正体は翔龍子が可愛がっていた木の人形で、血液は無く、水に浮き、触ると硬く、涙は樹液で出来ており、木の人形である故に大工道具や火が苦手だが、刃物で貫かれる程度では死なない。軍刀を挿してはいるが実際に使用したのはごくわずかである。但し、危険迫った際には虎王の心が表面に現われ、厳しい表情になる。ドルクとは奇妙な縁で結ばれ、やがて彼女と結ばれる。最終回で本当の心と共に人間になり、ドルク達の旅に同行した。コミカライズASUKA版ではその経緯は異なる。

### ドナルカミファミリー
ドナルカミ大王
声 - 掛川裕彦
アンコクダーの元で働く家長。身長202cm、体重166kg。単身で魔神とも互角に渡り合える。天上界に住む神だったがアンコクダーの甘言に惑わされ悪事を働き魔界へ追放され、以来良き心を捨ててしまう。しかし、ドードの説得で良き心を取り戻す。戦いの後、静かに暮らせる場所を求め家族と共に旅立つ。
ドナルカミ女王
声 - 伊倉一恵
ドナルカミ大王の妻。身長203cm。表情や物腰は非常に穏やかだが、ドSでえげつない一面があり、オヤジギャグをかまし家族の弱みを握りビビらせる。しかしアンコクダーにそそのかされた夫に心を痛めていたが、魔界に追放され生き抜くために子供を愛する気持ちを抑え心を捨てるも、後にドルクの説得と涙で良き心を取り戻す。
ドナルカミ・ドード
声 - 愛河里花子
第四子。身長130cm。体重29kg。ワタルより少し年下。トレードマークのサングラスは父である大王から貰った物。粗暴で負けず嫌いで我侭な性格。初めは悪の心しか持たず、ワタルの邪魔をしていたが、後に親友となる虎王との触れ合いや内心に秘められていた父への想いが影響して良き心を取り戻す。兄や姉との交流は薄く、長兄であるドガロの存在やドルクが女であることを知らないような描写がある。納豆などの豆類が苦手で、ヒミコには「納豆ちゃん」と呼ばれ、逆にドードはヒミコの事を「豆娘」と呼んでいる。
ドナルカミ・ドラン
声 - 林延年
第二子。身長186cm。体重64kg。オカマ。華奢で長身だが、昔はコロコロとよく太っていたらしく、昔の時代の事は本人にとっては暗黒時代だったようで、昔の自分の姿を他者に知られる事を極度に嫌がる。野心家で目的の為なら家族さえも犠牲にしようとする程に冷酷だったが、最後の最後で良き心を取り戻す。ワタルを「ちゃん」を付けて呼んでいる。ヒミコには「オカマにーちゃん」と呼ばれている。
ドナルカミ・ドルク
声 - 横山智佐
第三子。身長162cm。体重45kg。武人。普段は帽子とマスクで顔を隠しており、家族にですら心の内を見せようとしない。魔界生まれであるにもかかわらず良き心を持ち、幼い頃は人形を可愛がる普通の少女だったのだが、魔界を生き抜くため、両親によって強制的に魔界の果てに送られて剣の修行をさせられ、女と共に心を捨てたという辛い過去を持つ。聖樹達を通じ徐々に本来の心を取り戻し、やがて聖樹と結ばれる。
ドナルカミ・ドガロ
一家の第一子。魔界の遠征に出ている。父親も恐れるほど顔が恐ろしい。設定のみで劇中登場せず。
Blu-rayに収録されているコンセプトデザイン協力、朝比奈祥和のインタビューによると実際は可愛らしい見た目で、几帳面で礼儀正しい性格が他のドナルカミファミリーや魔界の者に「何を考えているのかわからない」と恐れられてしまう人物として3クール目から登場する予定だったものの、彼を中途半端に出して内容の詰め込みすぎになる可能性を考え込んだ井内監督の判断で、1話の絵コンテ制作時点で出さない事に決めたという。

### アンコクダー軍
アンコクダー
声 - 菅原正志
『超』の黒幕。ワタルの良き心を奪った張本人。黒幕故に登場はかなり遅く、まともに姿を見せたのは最終決戦くらいである。最初は青年の姿で現れ、ワタルの前で彼の良き心の球を見せ「制限時間内に魔神戦で勝利し、自分の所まで来たら返してやる」と条件を付けて魔神・魔導剣王を召喚する。かろうじて魔導剣王を倒したものの疲弊し制限時間内に良き心の球を回収できなかったワタルからさらに良き心を抜き取り、聖龍妃の封印を破り良き心を物質化して作った鎧を纏った巨大な怪物の姿となる。その実力は力押しではなく、論理づくしで深層心理を突く戦法である。

## 解説
EXマン（エクスキューズマン）
『無印』・『2』・『七魂の龍神丸』に登場。解説及び場面転換にて登場する3人組。
赤
声 - 柴田由美子（ワタル1~ワタル2の2話まで）、根本圭子（『スーパーロボット大戦X』）、藤井アユ美（七魂の龍神丸）
目が細くいじめっ子。髭が2本。
黄
声 - 吉田古奈美（ワタル1、七魂の龍神丸）、冬馬由美（ワタル2の3話以降）
いじめられっ子。気が弱くいつも赤に苛められる。
緑
声 - 龍田直樹
近眼で眼鏡をかけた物知り。髭が4本。足が短い。敵味方問わず解らないことは必ず答える。
はにわぁまん
『超』に登場。場面転換にて登場する土偶の姿をした家族。
はに（2話の初登場時の表記）/はにぃ（ドラマCDなどのクレジット）
声 - 愛河里花子
母。メインカラーは赤。
わぁ坊
声 - 林原めぐみ
息子。メインカラーは黄色。
まん
声 - 玄田哲章
父。メインカラーは青。